# Álvaro Siza Vieira
Álvaro Joaquim de Meio Siza Vieira (Matosinhos, Norte régió, 1933. június 25. –) portugál építész. Tanulmányait a Portói Egyetem Építészeti Karán folytatta. 1955-ben megalapította saját tervezői stúdióját. Egyik korai mesterműve a Leca da Palemeira-i uszoda volt 1966-ban. További kiemelkedő alkotásai a Portói Egyetem Építészeti Karának új tömbje, a Marco de Canavezes-i Santa Maria templom és a brazíliai Porto Allegre-ben található Ibere Camargo Alapítvány Múzeuma. 1988-ban Alvar Aalto-medállal, 1992-ben Pritzker-díjjal, 2001-ben Művészeti Wolf-díjjal, 2009-ben a brit királyi építész akadémia (Royal Institute of British Architects, RIBA) aranyérmével, 2012-ben pedig a Velencei Építészeti Biennálé Arany Oroszlán díjával lett kitüntetve.

## Képtár

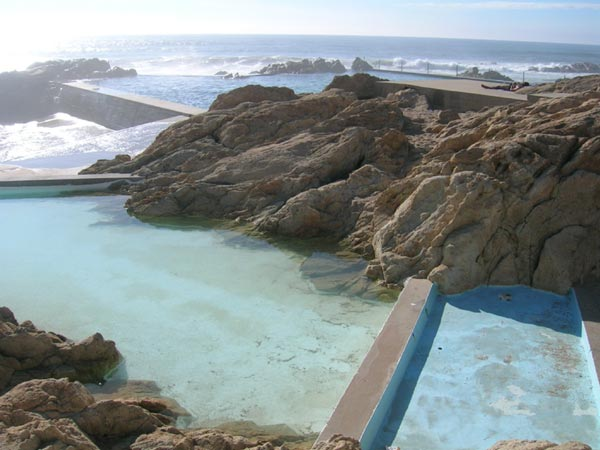
A Leca da Palemeira-i uszoda
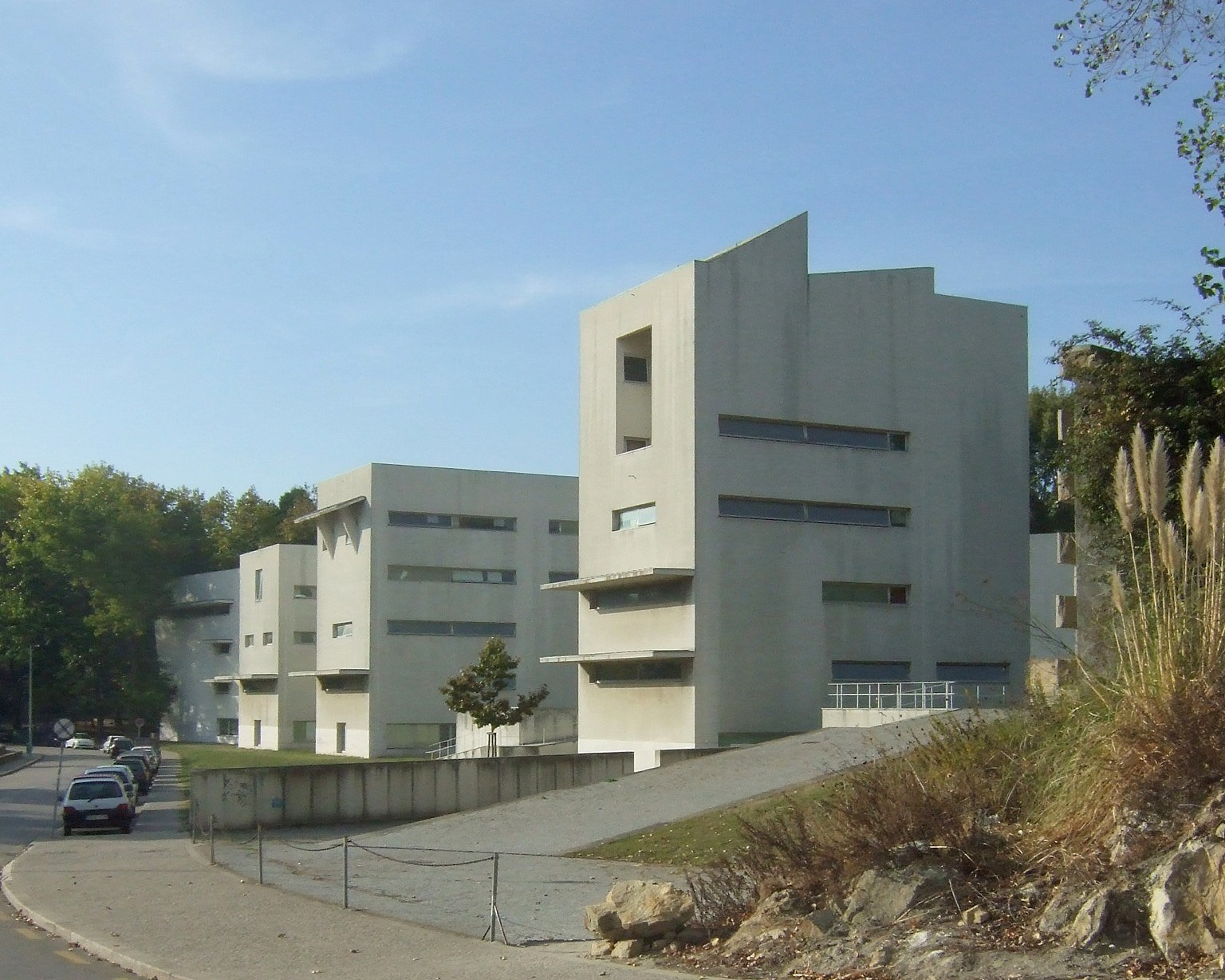
A Portói Egyetem Építészeti Karának új tömbje
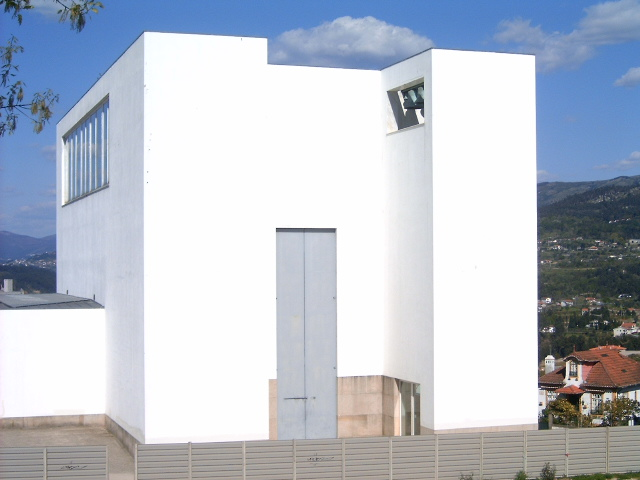
A Marco de Canavezes-i Santa Maria templom
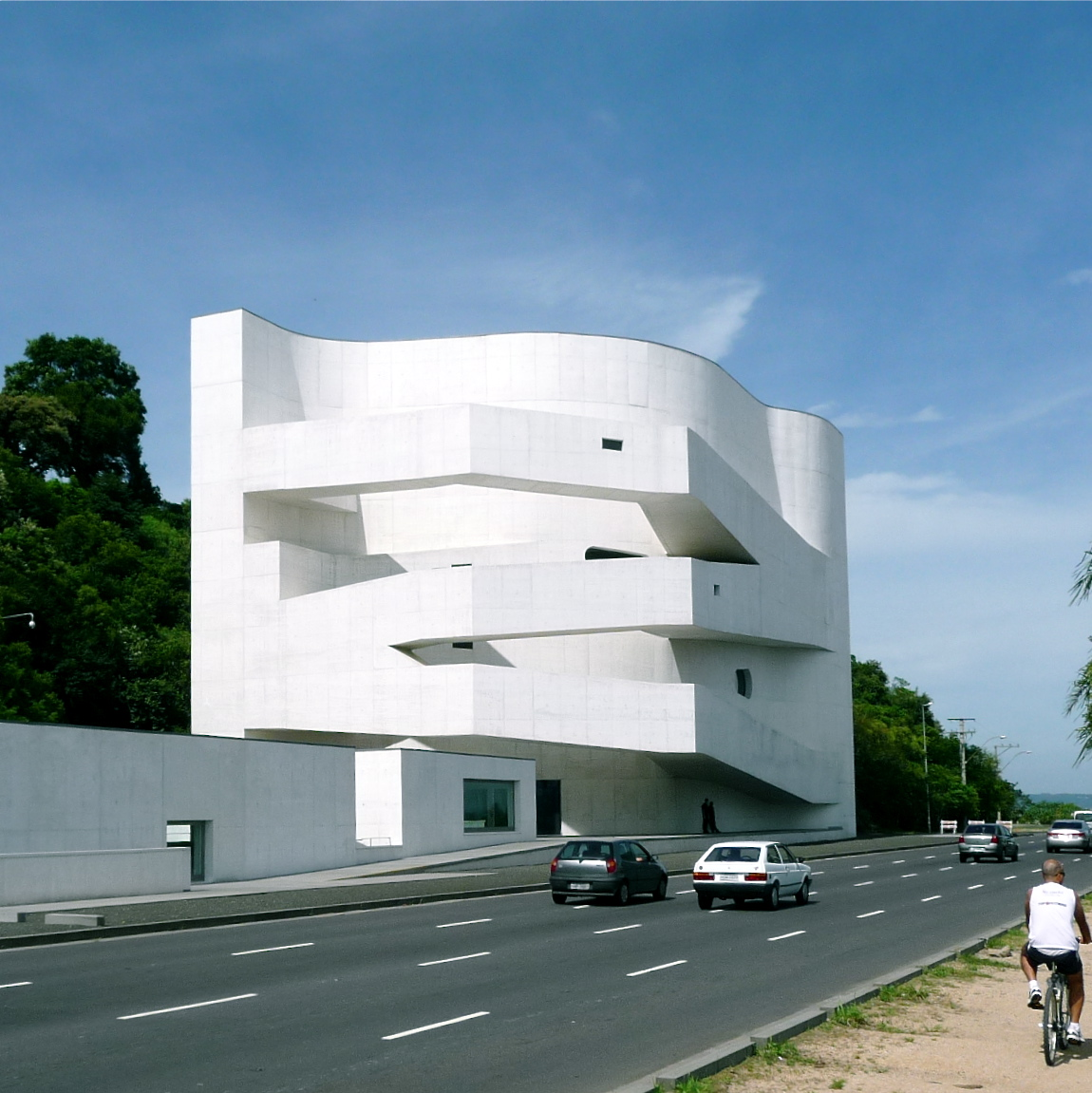
A brazíliai Ibere Camargo Alapítvány Múzeuma

## Kiegészítő irodalom
- Frampton, Kenneth : Álvaro Siza - Complete Works, Phaidon Press, 2000, ISBN 0714840041 (angolul)